# メネンデス・ペラヨ国際大学
メネンデス・ペラヨ国際大学（スペイン語: Universidad Internacional Menéndez Pelayo、略称 : UIMP）は、スペイン・マドリードに本部を置く公立大学。

## 特色
発祥の地はカンタブリア州サンタンデールであり、サンタンデール、バレンシア、バルセロナ、カルタヘナ、クエンカ、グラナダ、ラ・リネア・デ・ラ・コンセプシオン、セビリア、サンタ・クルス・デ・テネリフェのスペイン各地にキャンパスを構えている。また、ア・コルーニャのルイス・セオアネ財団とサラゴサ大学ウエスカキャンパスでも講義が行われている。
歴史学者のマルセリーノ・メネンデス・イ・ペラヨの名を冠している。UIMPはスペイン教育省内の「自治組織」であり、「高等文化のための学術センター」と定義されている。留学生に対してスペイン語とスペイン文化を教えることについてはスペインでもっとも重要な大学である。学士号に加えて、22の修士号と8の博士号を提供している。

## 歴史

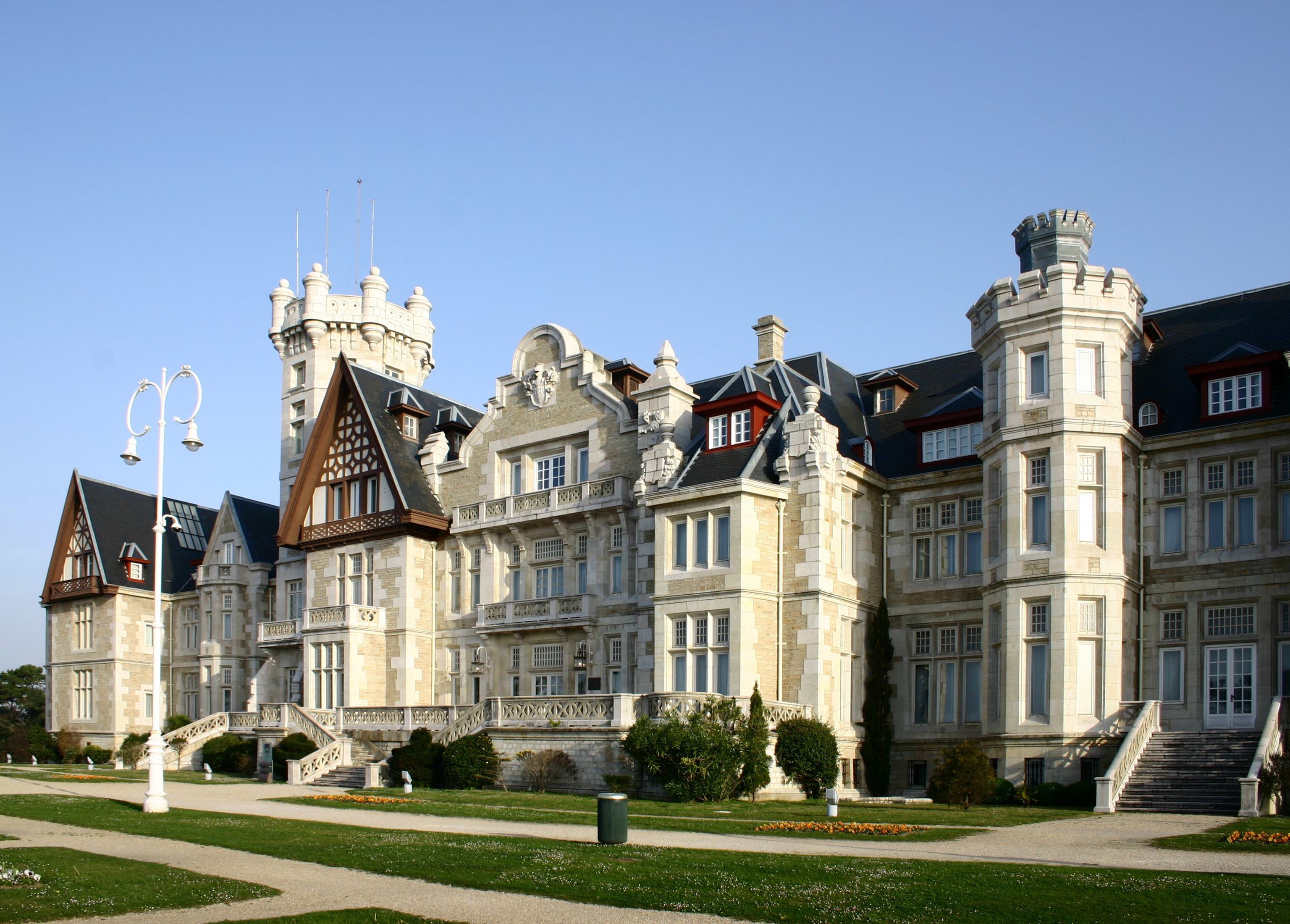
マグダレーナ宮殿

スペイン第二共和政化の1932年、フェルナンド・デ・ロス・リオス教育大臣による提案で、カンタブリア地方のサンタンデールにサンタンデール国際夏期大学が設立された。1913年から1930年までスペイン王アルフォンソ13世が夏季の離宮として使用していたマグダレーナ宮殿に本部が設置された。この宮殿はそもそもサンタンデール市議会によってスペイン王家に寄贈された建物である。1933年から1934年の初代学長は言語学者のラモン・メネンデス・ピダルであり、1934年から1936年の2代学長は物理学者のブラス・カブレラ・フェリペである。詩人のペドロ・サリーナスが事務局長を務めた。
1933年から1936年の夏季にはスペイン語やスペイン文学などに関する多くの講座が開設された。これらの講座は、1926年からメネンデス・ペラヨ・ソサエティで講義を受けていた外国人や、サンタンデールのマルケス・デ・バルデシーリャ大学病院で学んでいた医学生に向けて開設された。

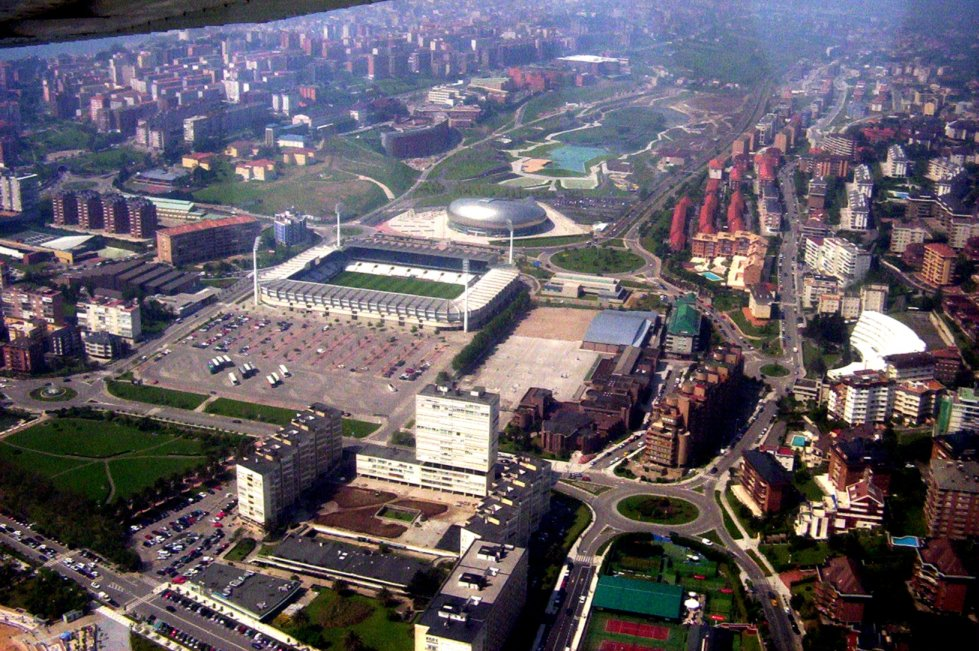
ラス・リャマス大西洋公園

1930年代後半のスペイン内戦期には大学の活動が停止し、1945年まで活動は再開されなかった。1945年にはメネンデス・ペラヨ国際大学の設立が承認され、1949年にメネンデス・ペラヨ国際大学が設立されると、1949年夏にはバルセロナ伯フアン・デ・ボルボンからの援助を受けてかつての所在地であるマグダレーナ宮殿に戻った。大学活動が活発化すると、サンタンデール市街地の北側にあるラス・リャマス大西洋公園にキャンパスを建設する必要が生じ、また居住施設や教室も必要となった。
1972年にはカンタブリア地方唯一の総合公立大学としてサンタンデール大学（現・カンタブリア大学）が設立され、メネンデス・ペラヨ国際大学もあるラス・リャマス大西洋公園にキャンパスを構えている。1983年には活動をさらに7都市に拡大し、より期間の短い講座を導入した。メネンデス・ペラヨ国際大学の本部がマドリードに移されたことで、カンタブリア州に本部を置く公立大学はカンタブリア大学のみである。
2008年にはバレンシア州政府やEOIビジネススクールなどの機関と協定を結び、「工業技術の組織と管理」に関する修士号の提供を開始した。2009年にはカンタブリア大学と共同で行っている「カンタブリア国際キャンパス」のプロジェクトが、スペイン教育・科学・スポーツ省から「国際優良キャンパス」に認定された。

## 歴代学長
- 1933-1934 ラモン・メネンデス・ピダル
- 1934-1936 ブラス・カブレラ・フェリペ（英語版）

（中断期間）
- 1947-1968 シリアコ・ペレス・ブスタマンテ
- 1968-1974 フロレンティーノ・ペレス・エンビド
- 1974-1980 フランシスコ・インドゥライン
- 1980-1983 ラウール・モロード
- 1983-1989 サンティアゴ・ロルダン
- 1989-1995 エルネスト・リュッシ（英語版）
- 1995-2005 ホセ・ルイス・ガルシア・デルガド
- 2005-2006 ルシアーノ・パレホ
- 2006-2013 サルバドール・オルドニェス
- 2013- セサル・ノンベラ

## メネンデス・ペラヨ国際賞
1987年、メネンデス・ペラヨ国際大学はスペイン系メキシコ人の起業家であるエウラリオ・フェレール(1921-2009)の後援でメネンデス・ペラヨ国際賞を創設した。マルセリーノ・メネンデス・イ・ペラヨの精神に基づき、人文主義的に価値のある活動を行った文学者や科学者に対して与えられる。スペイン語圏またはポルトガル語圏の人物が対象となる。

### 受賞者
- 1987 オクタビオ・パス : 詩人。
- 1988 エミリオ・ガルシア・ゴメス（英語版）  : アラビア文化学者。
- 1989 フリオ・カロ・バローハ : 人類学者。
- 1990 マルティ・デ・リケル・イ・モレーラ（英語版） : カタルーニャ文化学者。
- 1991 ペドロ・ライン・エントラルゴ（英語版） : 医学者。
- 1992 カルロス・フエンテス : 著作家。
- 1993 ホセ・マヌエル・ブレクア・テイエイロ（英語版） : 文献学者。
- 1994 フェルナンド・ラサロ・カレテール（英語版） : 言語学者。
- 1995 ホセ・ルイス・マルティネス・ドロリゲス（英語版） : 言語学者。
- 1996 ディエス・デル・コラール : 哲学者。
- 1997 エルネスト・サバト : 著作家。
- 1998 フランシスコ・リコ・マンリケ（英語版） : 文献学者。
- 1999 マリオ・バルガス・リョサ : 小説家。
- 2000 ホセ・マリア・ホベル（英語版） : 歴史学者。
- 2001 ミゲル・レオン＝ポルティーリャ（英語版） : 人類学者。
- 2002 フリアン・マリアス（英語版） : 哲学者。
- 2003 ネリダ・ピニョン（英語版） : 著作家。
- 2004 エミリオ・リェドー（英語版） : 哲学者。
- 2005 マリオ・ベネデッティ : 小説家。
- 2006 エドゥアルド・ガルシア・デ・エンテリア（英語版） : 法曹。
- 2007 ベリサリオ・ベタンクール（英語版） : 政治家。
- 2008 ビクトリア・カンプス（英語版） : 哲学者。
- 2009 マルヒット・フレンク（英語版） : 文献学者。
- 2010 ホセ・ルイス・サンペドロ（英語版） : 経済学者。
- 2011 ビクトル・ガルシア・デ・ラ・コンチャ（英語版） : 文献学者。
- 2012 エルネスト・デ・ラ・ペーニャ（英語版） : 著作家。
- 2013 シリアコ・モロン・アロージョ（英語版） : 文献学者。
- 2014 ペドロ・セレソ・ガラン（英語版） : 哲学者。
- 2015 マヌエル・セコ（英語版） : 辞書学者。
- 2016 ミゲル・アンヘル・ガリード・ガリャルド（英語版） : 文献学者。
- 2017 フアン・ベラルデ（英語版） : 経済学者。